# Васьковская, Ирина Леонидовна
Ири́на Леони́довна Васько́вская (бел. Ірына Леанідаўна Васькоўская; род. 2 апреля 1991, Борисов, Минская область) — белорусская легкоатлетка, специалистка по тройному прыжку. Выступает за сборную Белоруссии по лёгкой атлетике с 2011 года, победительница и призёрка первенств национального значения, участница летних Олимпийских игр в Рио-де-Жанейро. Мастер спорта Республики Беларусь международного класса.

## Биография
Ирина Васьковская родилась 2 апреля 1991 года в городе Борисове Минской области Белорусской ССР.
Впервые заявила о себе в лёгкой атлетике на международном уровне в сезоне 2011 года, когда вошла в состав белорусской национальной сборной и выступила в тройном прыжке на молодёжном европейском первенстве в Остраве.
В 2013 году в той же дисциплине стартовала на молодёжном европейском первенстве в Тампере — с результатом 13,35 стала в финале шестой.
На чемпионате Белоруссии 2014 года показала результат 13,56 метра и выиграла серебряную медаль, уступив только Наталье Вяткиной.
В 2016 году одержала победу на зимнем и летнем чемпионатах Белоруссии, заняла 13-е место на чемпионате мира в помещении в Портленде (13,28), принимала участие в чемпионате Европы в Амстердаме (13,61). Выполнив олимпийский квалификационный норматив, удостоилась права защищать честь страны на летних Олимпийских играх в Рио-де-Жанейро — в программе тройного прыжка показала результат 13,35 метра, чего оказалось недостаточно для преодоления предварительного квалификационного этапа.
После Олимпиады в Рио Васьковская осталась действующей спортсменкой на ещё один олимпийский цикл и продолжила принимать участие в крупнейших международных стартах. Так, в 2017 году она выступила на чемпионате Европы в помещении в Белграде (13,85), заняла седьмое место в Суперлиге командного чемпионата Европы в Лилле (13,58).
В 2018 году показала 14-й результат на чемпионате мира в помещении в Бирмингеме (13,81), отметилась выступлением на чемпионате Европы в Берлине (13,90).
В 2019 году прыгала тройным на чемпионате Европы в помещении в Глазго (13,79) и на чемпионате мира в Дохе (13,67).
На чемпионате Белоруссии 2020 года в Минске с личным рекордом 14,24 превзошла всех своих соперниц в тройном прыжке и завоевала золотую медаль.
В 2021 году стартовала на чемпионате Европы в помещении в Торуне (13,30).
За выдающиеся спортивные достижения удостоена почётного звания «Мастер спорта Республики Беларусь международного класса».